# Stamford (Texas)
Pour les articles homonymes, voir Stamford.
Stamford est une ville  située en limite des comtés de Haskell et de Jones, au Texas, aux États-Unis,.

## Démographie
Lors du recensement de 2010, la ville comptait une population de 3 124 habitants. Elle est estimée, en 2016, à 2 984 habitants.

### Source de la traduction
- (en) Cet article est partiellement ou en totalité issu de l’article de Wikipédia en anglais intitulé « Stamford, Texas » (voir la liste des auteurs).